# Dorin Ștefănescu
Dorin Mircea Ștefănescu (n. 17 septembrie 1953, Sighișoara, județul Mureș) este un eseist și critic literar român, membru al Uniunii Scriitorilor, filiala Tîrgu Mureș, și al Asociației Scriitorilor Profesioniști din România. În prezent este profesor univ. dr. la Universitatea „Petru Maior” din Tîrgu Mureș, Facultatea de Științe și Litere, Catedra de Filologie.

## Studii
Dorin Ștefănescu a urmat cursurile elementare, gimnaziale și liceale în orașul natal, Sighișoara. În anul 1978 a absolvit cursurile Facultății de Filologie ale Universității din Timișoara, specializarea limba și literatura franceză - limba și literatura engleză, iar în 1992 a absolvit cursurile Facultății de Litere și Filosofie ale aceleiași universități, la specializarea limba și literatura română. A obținut titlul de doctor la Universitatea “Babeș-Bolyai” din Cluj-Napoca cu lucrarea Ion Heliade Rădulescu. Ontologie și poetică, susținută public la 26 septembrie 2003.

## Operă
Dorin Ștefănescu a publicat următoarele volume:
- Hermeneutica sensului, Ed. Cartea Românească, București, 1994[5]
- Sensul și imaginea. Eseuri de hermeneutică a imaginarului, Ed. Didactică și Pedagogică, col.Akademos, București, 1997
- Desfundarea fântânilor. Eseu despre filosofia lui B. P. Hasdeu, Ed. Dacia, Cluj-Napoca, 1998
- Prezență și înțelegere. Reflecții asupra fenomenului religios, Ed. Paralela 45, Pitești, 2000
- Creație și interpretare. Studii despre arta cuvântului, Casa Cărții de Știință, Cluj-Napoca, 2003
- Metafizică și credință, Ed. Paideia, București, 2005
- Heliade necunoscutul. Ontologie și poetică, Ed. Paralela 45, Pitești, 2007
- Spiritul de finețe. Cincisprezece meditații, Ed. Paideia, 2009
- Celălalt Hasdeu. Doctrina esoterică, Casa Cărții de Știință, Cluj-Napoca, 2009
- Probleme ale interpretării, Ed. Universității "Petru Maior", Târgu-Mureș, 2011
- Înțelegerea albă. Cinci studii de hermeneutică fenomenologică, Ed. Paralela 45, Pitești, 2012
- Poetica imaginii. O fenomenologie a inaparentului, Ed. Paideia, București, 2015
- Poetică fenomenologică. Lectura imaginii, Ed. Institutul European, Iași, 2015
- Poetalul, Ed. Limes, Cluj-Napoca, 2016
- Reflecții în sepia. Arta imaginii la Anton Holban și M. Blecher, Ed. Tracus Arte, București, 2017
- Kerygma și demitologizare. Introducere în hermeneutica lui Rudolf Bultmann, Ed. Eikon, București, 2018
- Restaurarea sensului. Hermeneutică și teologie, Ed. Doxologia, Iași, 2018
- Criza conștiinței religioase. Schelling versus Eschenmayer & Jacobi, Ed. Eikon, București, 2019
- A treia dimensiune. Scene din lumea lui Bernanos, Ed. Tracus Arte, București, 2019
- Texte și contexte. Abordări hermeneutice, Ed. Limes, Florești, 2020
- Revelare și extaz. Două studii despre teo(antropo)logia lui Schelling, Ed Eikon, București, 2020
- Ultimul Schelling. Filosofie și hristologie, Ed. Eikon, București, 2021
- Sorin Titel sau Povestiri din lumea timpului, Ed. Eikon, București, 2022
- Înțelegerea divinului. De la Montaigne la Maine de Biran, Ed. Eikon, București, 2022

Volume coordonate: B. Fundoianu sau încercarea paradoxului. Pentru o hermeneutică existențială / Benjamin Fondane ou l'épreuve du paradoxe. Pour une herméneutique existentielle, Ed. Eikon Cluj-Napoca, 2010; Deschiderea poemului. Exerciții hermeneutice, Casa Cărții de Știință, Cluj-Napoca, 2012; Imaginea fără frontiere, Ed. Eikon, București, 2017.
A realizat traducerea lucrării Journal métaphysique (Paris, Gallimard, 1927) a lui Gabriel Marcel, traducere publicată în 1995 sub titlul Jurnal metafizic la Editura Amarcord din Timișoara, a lucrării Le Milieu divin (Paris, Seuil, 1957) a lui Pierre Teilhard de Chardin, traducere publicată în 2007 sub titlul Mediul Divin la Editura Herald din București și a romanului Sous le soleil de Satan (Paris, Plon, 1926) al lui Georges Bernanos, traducere publicată în 2018 sub titlul Sub soarele lui Satan, Editura Tracus Arte din București.
A mai contribuit cu eseuri în volume colective, în reviste culturale și la colocvii și conferințe.

## Premii
Lui Dorin Ștefănescu i s-au acordat următoarele premii:
- Premiul pentru critică literară al Uniunii Scriitorilor din România, Filiala Târgu-Mureș, 2003
- Premiul pentru eseu la Festivalul Internațional de Poezie – Emia, Deva, 2005
- Premiul pentru istorie literară al Uniunii Scriitorilor din România, Filiala Târgu-Mureș, 2008
- Premiul pentru eseu al Uniunii Scriitorilor din România, Filiala Târgu-Mureș, 2010
- Premiul pentru critică literară al Uniunii Scriitorilor din România, Filiala Târgu-Mureș, 2013
- Premiul pentru critică literară al Uniunii Scriitorilor din România, Filiala Târgu-Mureș, 2016
- Premiul Asociației de Literatură Generală și Comparată din România, 2016
- Premiul pentru eseu al Uniunii Scriitorilor din România, Filiala Târgu-Mureș, 2018
- Premiul pentru eseu al Uniunii Scriitorilor din România, Filiala Târgu-Mureș, 2020